# Wojciech Saletra
Wojciech Jarosław Saletra (ur. 26 września 1955 w Kielcach) – polski nauczyciel akademicki i polityk, poseł na Sejm I kadencji.

## Życiorys
W młodości uprawiał wyczynowo koszykówkę, grał w kieleckich klubach sportowych Korona i Tęcza.
W 1979 ukończył studia na Wydziale Humanistycznym Wyższej Szkoły Pedagogicznej w Kielcach. W 1988 na Uniwersytecie Mikołaja Kopernika uzyskał stopień doktora nauk humanistycznych. W 2007 został doktorem habilitowanym. Specjalizuje się w zakresie historii administracji oraz historii politycznej i wojskowości.
Zawodowo pracował jako nauczyciel historii i wiedzy o Polsce i świecie współczesnym w Zespole Szkół Ekonomicznych im. Oskara Langego w Kielcach. W 1985 został nauczycielem akademickim w Wyższej Szkole Pedagogicznej w Kielcach, pracował również  w innych kieleckich szkołach wyższych m.in. na stanowisku docenta w Wyższej Szkole Handlowej im. Bolesława Markowskiego w Kielcach oraz jako dziekan wydziału zamiejscowego Wyższej Szkoły Dziennikarskiej im. Melchiora Wańkowicza. W 2008 objął stanowisko profesora nadzwyczajnego na Uniwersytecie Humanistyczno-Przyrodniczym Jana Kochanowskiego w Kielcach. Został też wicedyrektorem do spraw naukowych w Instytucie Nauk Politycznych na tej uczelni, a w 2012 został wybrany na dziekana Wydziału Zarządzania i Administracji, przekształconego w 2015 w Wydział Prawa, Administracji i Zarządzania; w 2016 uzyskał reelekcję na to stanowisko. Został też redaktorem naukowym „Studiów Humanistyczno-Społecznych”.
W 2016 rozpoczął się jego proces lustracyjny z inicjatywy Instytutu Pamięci Narodowej zarzucającego mu złożenie niezgodnego z prawdą oświadczenia lustracyjnego (w 2008 Wojciech Saletra zaprzeczył w nim, by był tajnym współpracownikiem SB). W 2017 Sąd Okręgowy w Kielcach w pierwszej instancji uznał go w tej sprawie za tzw. kłamcę lustracyjnego. W tym samym roku utracił stanowisko dziekana w związku z prawomocnym wyrokiem w tej sprawie.
W 1979 wstąpił do Polskiej Zjednoczonej Partii Robotniczej. Był m.in. sekretarzem komitetu uczelnianego PZPR na kieleckiej WSP. Po jej rozwiązaniu został założycielem postkomunistycznej Socjaldemokracji RP. W latach 1990–1993 pełnił funkcję przewodniczącego rady wojewódzkiej tej partii w Kielcach. W wyborach w 1991 uzyskał mandat posła na Sejm I kadencji. Został wybrany w okręgu kieleckim z listy Sojuszu Lewicy Demokratycznej. Zasiadał w Komisji Młodzieży, Kultury Fizycznej i Sportu oraz Komisji Ustawodawczej, a także w licznych podkomisjach. W 1992 jego nazwisko pojawiło się na tzw. liście Macierewicza. W 1993 nie ubiegał się o reelekcję. Od 1994 do 1998 wchodził w skład kieleckiej rady miasta II kadencji (pełniąc czasowo funkcję przewodniczącego). Reprezentował również miasto w sejmiku samorządowym. W 1998 wycofał się z działalności politycznej. W 2014 kandydował bez powodzenia do sejmiku świętokrzyskiego z listy SLD Lewica Razem.

## Wybrane publikacje
- Generał Samuel Różycki (1781–1834). Dowódca korpusu na Kielecczyźnie, Kielce 1996
- Integracja Polski z Unią Europejską jako szansa rozwoju gmin i powiatów regionu, Kielce 2003
- Krakowskie i sandomierskie w czas powstania listopadowego. Administracja, wysiłek zbrojny, postawa społeczeństwa, Sandomierz 2006
- Studia Humanistyczno-Społeczne Akademii Świętokrzyskiej (red.), Kielce 2005–2007
- Z dziejów skarbowości w Polsce od XVII do XX wieku (red.), Kielce 2002
- Z historii ustroju państwa polskiego od XIV do XX wieku (red.), Kielce 2003